# Вирт, Уильям
Уильям Вирт (англ. William Wirt; 8 ноября 1772, Блейденсберг, Мэриленд — 18 февраля 1834[…], Вашингтон) — американский политический деятель, Генеральный прокурор США.

## Биография
Уильям Вирт родился 8 ноября 1772 года в городе Блейденсберге, где его отец Джейкоб Вирт был владельцем знаменитой таверны Indian Queen, которую часто называют «Дом Джорджа Вашингтона»..
Занимал должность Генерального прокурора США с 13 ноября 1817 по 4 марта 1829. Был кандидатом на пост президента Соединенных Штатов от антимасонской партии на выборах 1832 года.
Уильям Вирт умер 18 февраля 1834 года в Вашингтоне.